# Monumentul Eroilor români și ruși din Adjud
Monumentul Eroilor români și ruși din Adjud este un monument istoric aflat pe teritoriul orașului Adjud.